# Якиманская Слобода
Якима́нская Слобода́ — село Владимирской области Российской Федерации. С 2006 года — в составе городского округа Муром.

## География
Село расположено на берегу Оки, примыкает к Мурому с севера.

## История
В конце XIX — начале XX века село входило в состав Ковардицкой волости Муромского уезда, с 1926 года — в составе Муромской волости. В 1859 году в деревне числилось 107 дворов, в 1905 году — 141 дворов.
С 1929 года село входило в состав Дмитриевско-Слободского сельсовета Муромского района, с 2005 года — в составе городского округа Муром.
В Якиманской слободе в XVIII века была построена церковь свв. Иоакима и Анны. Одной из достопримечательностей является единственная в России частная обсерватория С. А. Спасского.

## Население
| 1859 | 1905 | 1926  | 2002  | 2010  | 2021  |
| ---- | ---- | ----- | ----- | ----- | ----- |
| 644  | ↗783 | ↗1158 | ↗1440 | ↗1486 | ↘1389 |

## Инфраструктура
- МБОУ «Якиманско-Слободская средняя общеобразовательная школа» (открыта в 1974 году)[9].
- МБДОУ детский сад № 7.
- Врачебная амбулатория п. Механизаторов (тел. (8-49234) 9-62-03 ул. Ленина 5а)
- Сберкасса — Оперкасса N 93/0053 Муромского отделения СБ РФ N 93 (тел. (8-49234) 5-12-98

ул. Ленина 34а)
- Отделение почтовой связи 602209

## Экономика
Сельхозпредприятие — СПК «Плодовый» (тел. факс (8-49234) 3-22-21) производит овощи зеленые, фрукты, ягоды, сладкие бахчевые культуры, хмель; услуги в растениеводстве.